# Mabini, Pangasinan
Mabini là một đô thị hạng 4 ở tỉnh Pangasinan, Philippines. Theo điều tra dân số năm 2007, đô thị này có dân số 23.338 người trong 4.774 hộ.

## Barangay
Mabini được chia thành 16 barangay.
| - Bacnit - Barlo - Caabiangaan - Cabanaetan - Cabinuangan - Calzada - Caranglaan - De Guzman | - Luna - Magalong - Nibaliw - Patar - Poblacion - San Pedro - Tagudin - Villacorta |